# Ivan Conov
Ivan Nikolov Conov (bulharsky Иван Николов Цонов; * 31. července 1966 Krasnovo, Bulharsko) je bulharský zápasník, volnostylař. V roce 1988 na olympijských hrách v Soulu vybojoval v kategorii do 48 kg stříbrnou medaili. Startoval také na olympiádě v Sydney 2000, kde v kategorii do 54 kg nepostoupil po dvou porážkách v úvodu do dalších bojů. V roce 1994, 1996 a 1999 vybojoval stříbro a v roce 1990 a 1995 bronz na mistrovství Evropy. Na mistrovství světa dosáhl na nejlepší umístění v roce 1999, kdy vybojoval 4. místo.
Po olympiádě v Sydney ukončil aktivní sportovní kariéru a začal se věnovat trenérské práci. Je trenérem bulharské volnostylařské reprezentace.